# Yukarıturalı, Hani
Yukarıturalı là một xã thuộc huyện Hani, tỉnh Diyarbakır, Thổ Nhĩ Kỳ. Dân số thời điểm năm 2008 là 831 người.